# Mont Iwanai
Le mont Iwanai (岩内岳, Iwanai-dake) est une montagne culminant à 1 497 m d'altitude dans les monts Hidaka en Hokkaidō au Japon.